# حسین صادقی (بازیگر)
حسین صادقی رزمی کار افغانی-استرالیایی و یکی از بازیگران هزاره‌تبار در سینمای هالیوود می‌باشد.

## زندگی
حسین صادقی متولد ۱۹۸۱ (میلادی) در ارزگان (دایکندی کنونی) در خانواده‌ای از قوم هزاره است. وی در ۲۷ سالگی، در سال ۱۹۹۹ (میلادی) با داشتن دو مدال طلای ملی در رشتهٔ کونگ‌فو در افغانستان، با تعصب علیه قومیت و مذهب وی، تبدیل به هدفی برای طالبان گردید. او برای نجات جان خود از تیر رس آنان به همراه ۱۴۷ سرنشین دیگر توسط قایق به خاک استرالیا پناهنده گردید.
بعد از رسیدن به استرالیا، او به همراه دیگر سرنشینان به بازداشتگاه منتقل گردید و شش ماه از عمرش تا زمان مصاحبه با مسئولان در بازداشتگاه بندر «هدلند» سپری شد. او در سال ۲۰۰۷ (میلادی) در مصاحبهٔ رسانه‌ای با «تیم کرونت» با یادآوری این دوران گفت:
 ما در افغانستان به‌خاطر مذهب و قومیت خود مجرم و در حبس بودیم، به این امید به استرالیا پا نهادم که آزادی نداشته در میهنم را اینجا بیابم، اما با پا نهادن در بازداشتگاه بندر هدلند و مشاهدهٔ قفل و زنجیر دروازه‌ها و حصارهای بلند دیوارها با خود گفتم: آن آزادی که من به دنبالش بودم این نیست.

## فعالیت‌ها
| فعالیت                                                                    | تاریخ                 | مکان            | توضیحات |
| ------------------------------------------------------------------------- | --------------------- | --------------- | --- |
| ثبت و گشایش مجمع ورزشی، فرهنگی و هنری امید                                | سال ۱۳۹۳ هجری خورشیدی | افغانستان، کابل | ثبت و گشایش موسسه‌ای غیردولتی برای فعالیت‌های ورزشی، فرهنگی و هنری جوانان افغانستان |
| تقدیر و حضور در پارلمان افغانستان                                         | ۲۵ سنبله ۱۳۹۲         | افغانستان، کابل | اعطای تقدیر نامه توسط پارلمان افغانستان و اعضای ولسی جرگه شورای ملی افغانستان در قبال دستاوردهای آقای حسین صادقی                                                                                               |
| شرکت و برد در جشنوارهٔ بین‌المللی ورزش‌های رزمی                              | سال ۱۳۹۲ هجری خورشیدی | ایران، کیش      | شرکت در مسابقات جشنوارهٔ بین‌المللی ورزش‌های رزمی کیش و برد مدال طلا |
| تقدیر فدراسیون ورزشی افغانان در اروپا و اتحادیه ورزشی افغان‌های مقیم آلمان | ۲۶ نوامبر ۲۰۱۲ میلادی | آلمان، هامبورگ  | همایش و تقدیر از آقای صادقی، دارنده عنوان قهرمانی جهان در مسابقات بین‌المللی ورزش‌های رزمی در جزیره کیش و هنرپیشه فیلم‌های رزمی هالیوود، توسط فدراسیون ورزشی افغانان در اروپا و اتحادیه ورزشی افغان‌های مقیم آلمان |
| تقدیر کمیتهٔ المپیک افغانستان                                              | ۹ اسد ۱۳۹۲ خورشیدی    | افغانستان، کابل | کمیته ملی المپیک افغانستان طی محفلی از محمد حسین صادقی، قهرمان جهانی رشته ووشو و ستاره محبوب هالیوود تقدیر کرد.                                                                                                |